# Punilla (Sucre)
Punilla ist eine Ortschaft im Departamento Chuquisaca im südamerikanischen Anden-Staat Bolivien.

## Lage im Nahraum
Punilla ist zweitgrößte Ortschaft des Kanton Mamahuasi im Municipio Sucre in der Provinz Oropeza. Die Ortschaft liegt auf einer Höhe von 3172 m östlich der von Norden nach Süden verlaufenden Cordillera de los Frailes.

## Geographie
Punilla liegt östlich des Altiplano in der bolivianischen Cordillera Central. Das Klima ist ein gemäßigtes Höhenklima und ein typisches Tageszeitenklima, bei dem die mittlere Temperaturschwankung im Tagesverlauf stärker ausfällt als im Jahresverlauf.
Die Jahresdurchschnittstemperatur in der Region liegt bei etwa 16 °C (siehe Klimadiagramm Sucre), die Monatsdurchschnittswerte schwanken zwischen 14 °C im Juni/Juli und 17 °C im Oktober/November. Der Jahresniederschlag beträgt etwa 700 mm und weist fünf aride Monate von Mai bis September mit Monatswerten unter 25 mm auf, und eine deutliche Feuchtezeit von Dezember bis Februar mit Monatsniederschlägen zwischen 125 und 150 mm.

## Verkehrsnetz
Punilla liegt in einer Entfernung von dreiundzwanzig Straßenkilometern nordwestlich von Sucre, der Hauptstadt des Departamentos.
Durch Sucre führt die 976 Kilometer lange Nationalstraße Ruta 6, die vom bolivianischen Tiefland an der Grenze zu Paraguay im Osten über Padilla nach Sucre und weiter nach Oruro im Hochland führt. Von Sucre aus führt die Straße vorbei am Flughafen der Stadt in nordwestlicher Richtung, und nach 23 Kilometern zweigt bei dem Dorf Punilla eine unbefestigte Landstraße in südwestlicher Richtung von der Ruta 6 ab und führt in westlicher Richtung weiter nach Potolo.

## Bevölkerung
Die Einwohnerzahl der Ortschaft hat sich in den vergangenen beiden Jahrzehnten deutlich verringert:
| Jahr | Einwohner | Quelle       |
| ---- | --------- | ------------ |
| 1992 | 283       | Volkszählung |
| 2001 | 74        | Volkszählung |
| 2012 | 146       | Volkszählung |
| 2024 |           | Volkszählung |

Die Region weist einen hohen Anteil an Quechua-Bevölkerung auf, im Municipio Sucre sprechen 61,6 Prozent der Bevölkerung die Quechua-Sprache.